# Palazzo della Cassa di Risparmio delle Provincie Lombarde
Il palazzo della Cassa di Risparmio delle Provincie Lombarde è uno storico edificio di Milano situato in via Giuseppe Verdi al civico 8.

## Storia
Il monumentale edificio venne commissionato dalla Cassa di Risparmio delle Provincie Lombarde agli architetti Giovanni Muzio e Giovanni Greppi (già creatore del Sacrario militare di Redipuglia) e realizzato fra il 1934 e il 1940.

## Descrizione
Si erge, con il suo imponenente colonnato, sulla via Verdi a Milano, non distante da piazza della Scala. I bassorilievi raffiguranti gli stemmi delle città lombarde che ornano la facciata sono opera di Giacomo Manzù.

## Galleria d'immagini

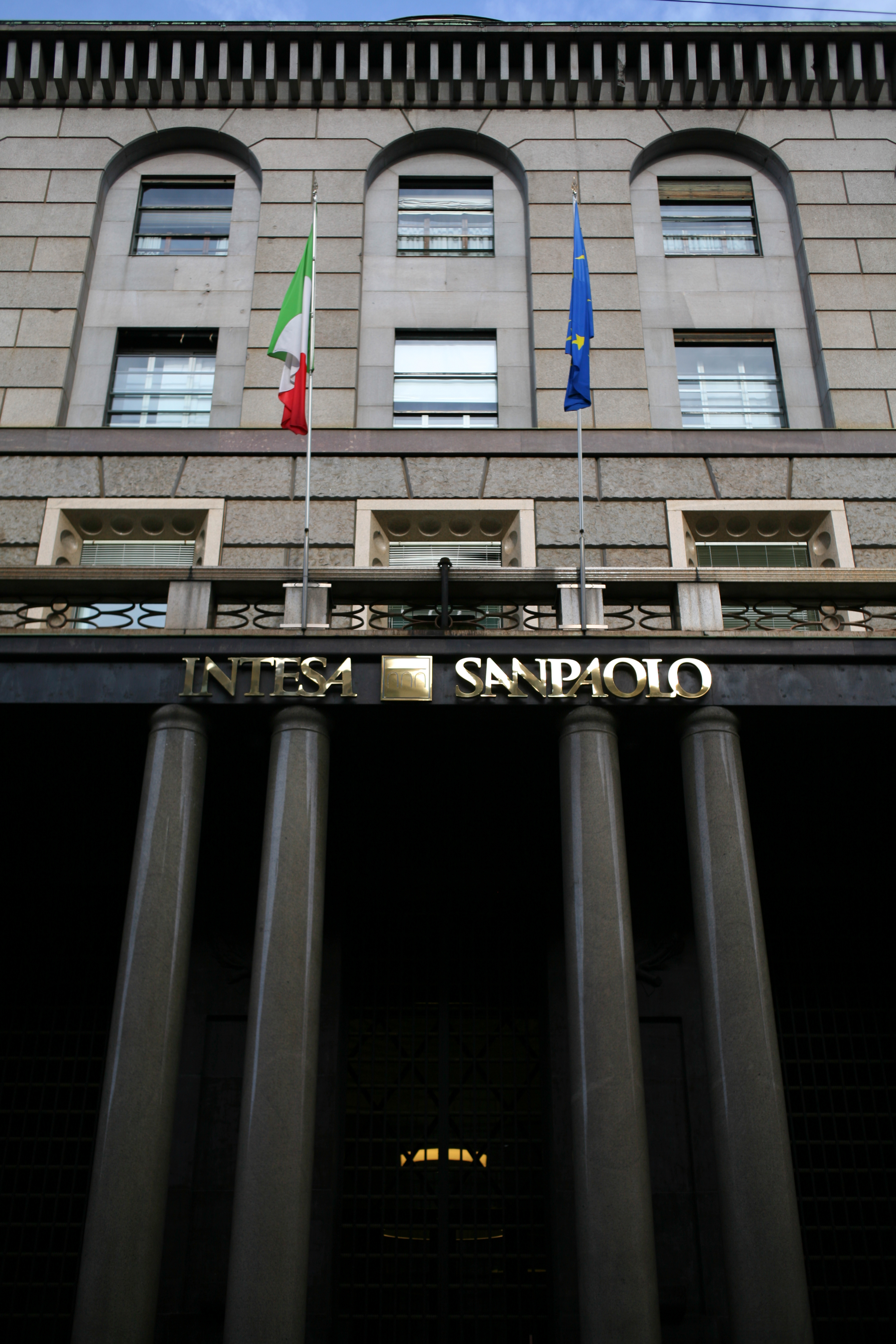
Particolare della facciata
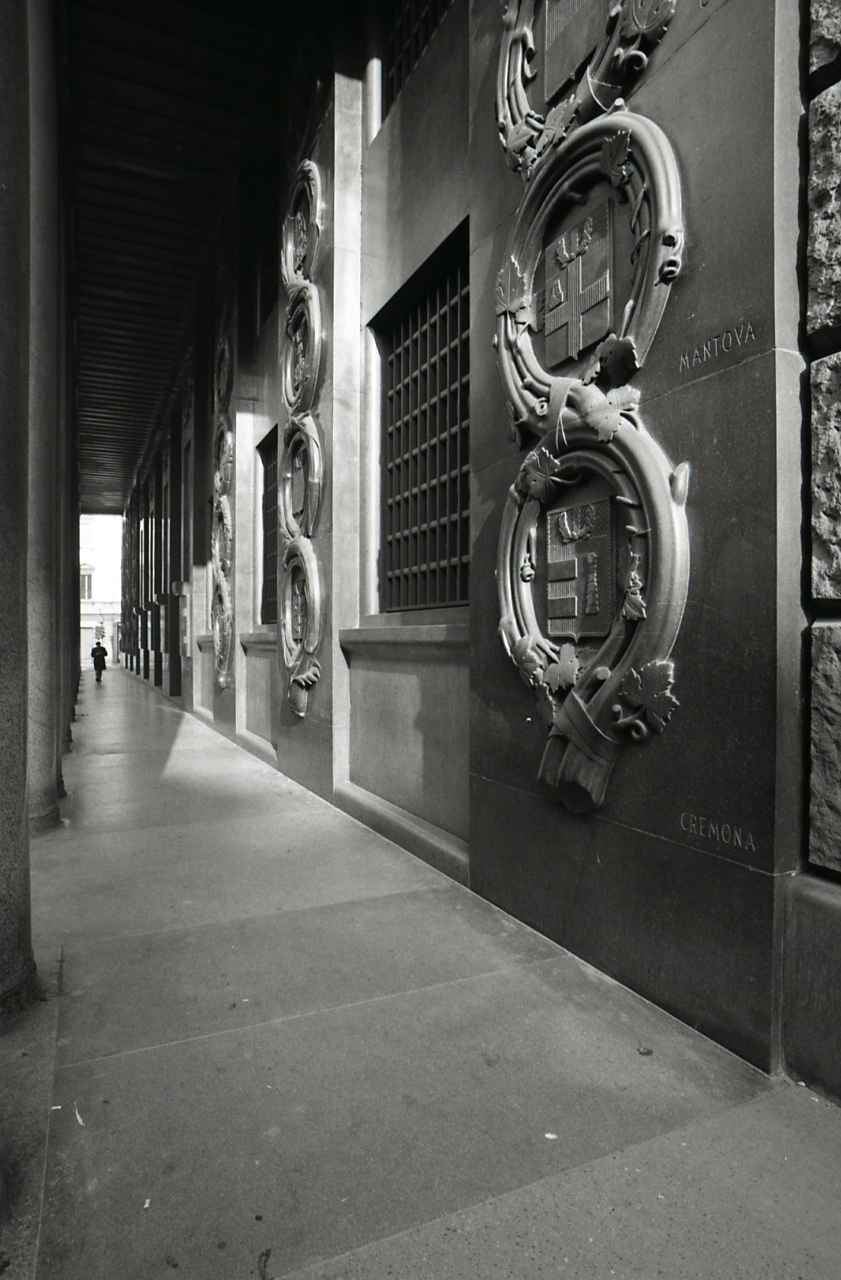
Gli stemmi di Manzù